# Antonio Gómez González
Antonio Gómez González, més conegut com a Antoñito, és un exfutbolista castellanomanxec. Va nàixer a Ciudad Real el 17 de desembre de 1966. Ocupava la posició de davanter.

## Trajectòria
Provinent del Villarrobledo, a la campanya 87/88 debuta a primera divisió amb el Sevilla FC. Va romandre cinc campanyes al conjunt andalús, sent suplent en totes elles, fins a la seua marxa el 1992. En total, va sumar 41 partits i dos gols.